# Celles-sur-Ource
Celles-sur-Ource är en kommun i departementet Aube i regionen Grand Est (tidigare regionen Champagne-Ardenne) i nordöstra Frankrike. Kommunen ligger  i kantonen Mussy-sur-Seine som ligger i arrondissementet Troyes. År 2022 hade Celles-sur-Ource 489 invånare.

## Befolkningsutveckling
Antalet invånare i kommunen Celles-sur-Ource
Referens: INSEE